# Молочай дрібний
Молочай дрібний молочай дрібненький (Euphorbia exigua) — вид квіткових рослин родини молочайні (Euphorbiaceae). лат. exigua — «маленький».

## Опис
Це невеликий трав'янистий однорічний злегка отруйний молочай, що досягає 25 см у висоту. Має стрижневий корінь і переважно прямостоячі стебла. Листки сіро-зелені, лінійні, сидячі, загострені, завширшки від 1 до 4 мм. Малі квіти з червня до осені жовто-зеленого кольору. Плоди 2 мм капсули — гладкі й не крилаті, відкриваються з вибухом і так поширюється насіння. Блідо-сіре, маслянисте насіння покрите дрібними бородавками.

## Поширення
Рідний діапазон: Північна Африка: Алжир; Єгипет; Лівія; Марокко; Туніс. Кавказ: Грузія. Західна Азія: Кіпр; Іран; Ізраїль; Йорданія; Ліван; Сирія; Туреччина. Європа: Білорусь; Естонія; Латвія; Литва; Росія — європейська частина; Україна; Австрія; Бельгія; Чехословаччина; Німеччина; Угорщина; Нідерланди; Польща; Швейцарія; Данія; Фінляндія; Ірландія; Норвегія; Швеція; Об'єднане Королівство; Албанія; Болгарія; країни колишньої Югославії; Греція; Італія; Мальта; Румунія; Франція; Португалія [вкл. Мадейра]; Гібралтар; Іспанія. Також культивується.
Зросає у відкритих районах з чагарником, полях, садах, смітниках. Найкраще росте на від вологих до помірно сухих, від вапняних і родючих, до глинистих і навіть кам'янистих суглинних ґрунтах.

## Галерея

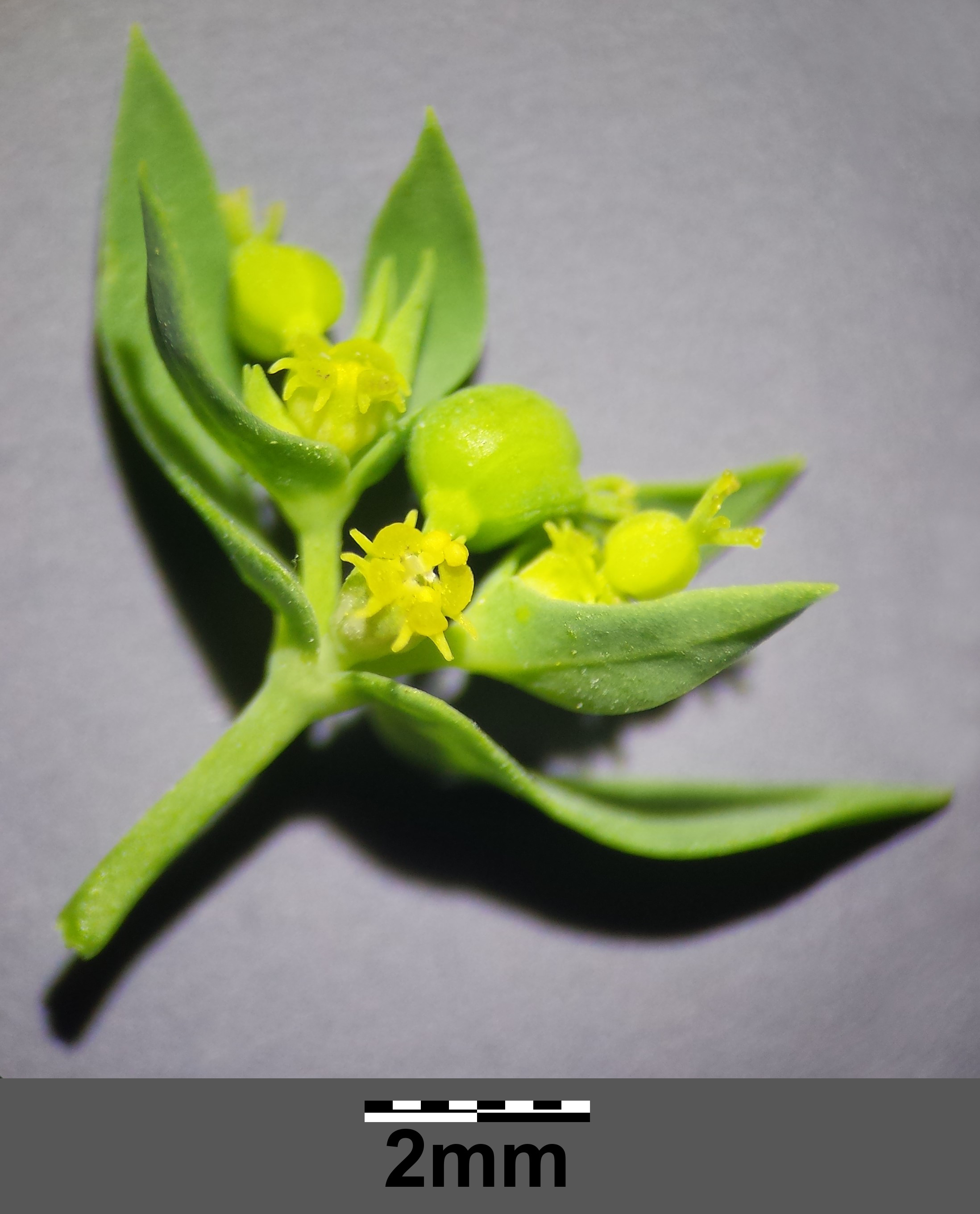
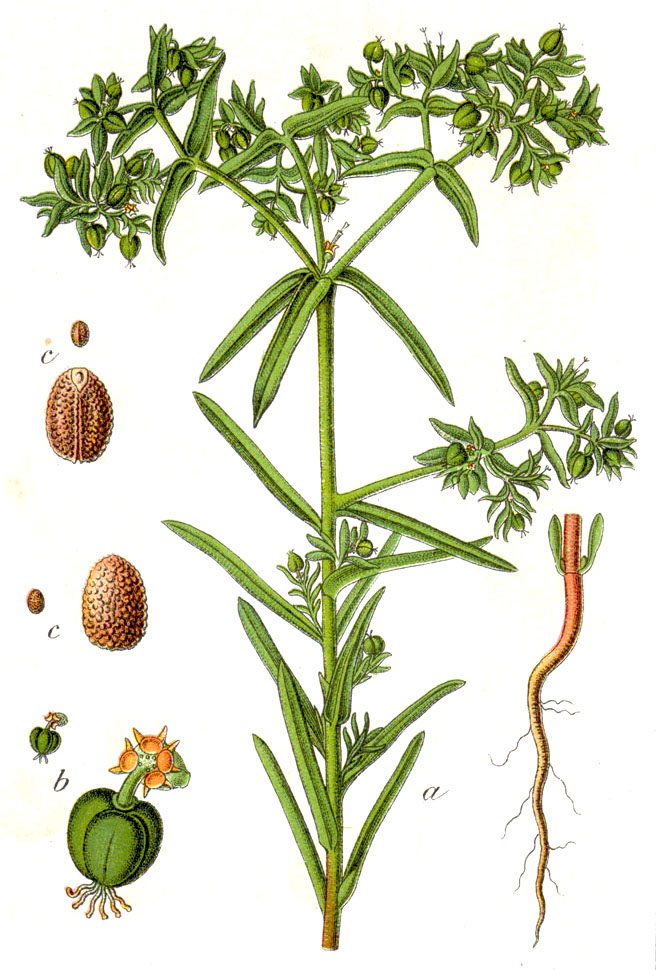

|  | Це незавершена стаття про молочайні. Ви можете допомогти проєкту, виправивши або дописавши її. |